# Vinhos da Toscana

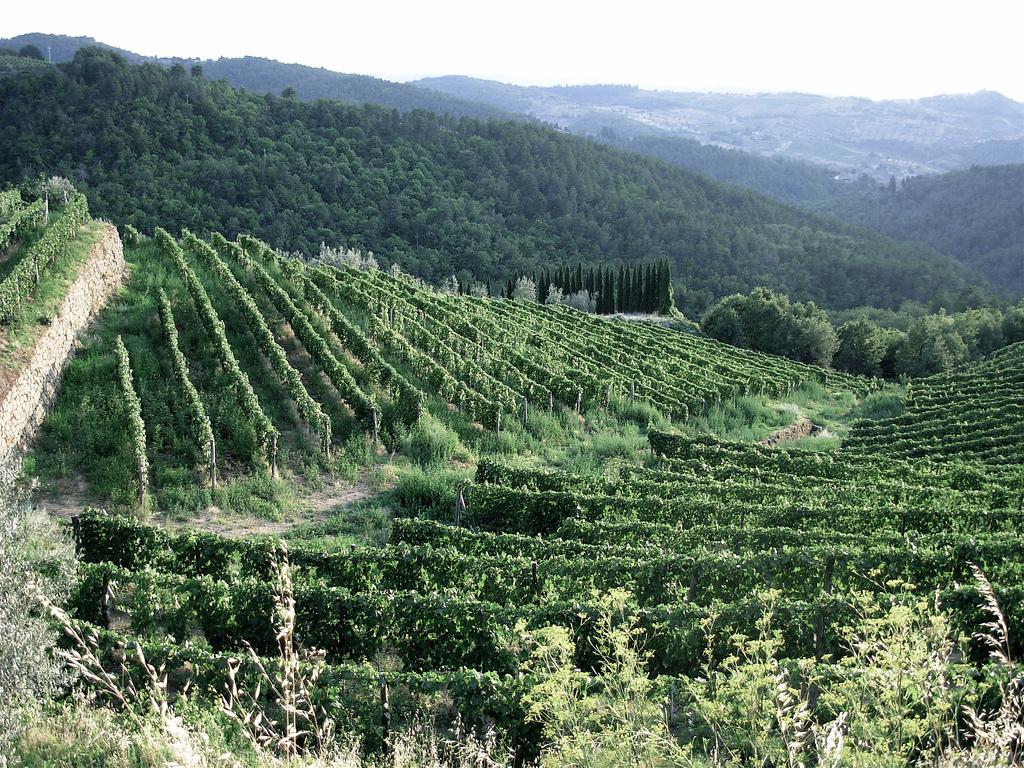
Vinhedo em Panzano, na Toscana (foto: Addictive Picasso/flickr)

A produção de vinhos é uma atividade florescente na região italiana da Toscana desde a Idade Média e nos dias atuais é mais conhecida por seus jovens vinhos tintos de mesa, representados principalmente pelo Chianti e por um vinho de primeira grandeza no panorama vinícola mundial, o Brunello de Montalcino.

## Uvas viníferas
A uva vinífera Sangiovese é o esteio da produção regional e está presente nos vinhos finos da Toscana. É a única uva admitida na produção do Brunello di Montalcino e Rosso di Montalcino, sendo a base da produção dos vinhos Chianti, Montepulciano e a maioria dos vinhos toscanos superiores mais modernos ("Super Toscanos").
Quando usada isoladamente exige muito esforço para produzir um vinho de sabor apurado e consistente. Por esta razão é geralmente misturado a outras uvas viníferas, principalmente a Cabernet Sauvignon.
A uva vinífera Trebbiano forma a base dos vinhos brancos produzidos na Toscana. É cultivada largamente devido a sua grande produtividade e por conservar sua acidez mesmo em regiões quentes. De paladar geralmente neutro, só é utilizada isoladamente na fabricação de vinhos inferiores vendidos em garrafões. De regra, é usada como uma base neutra em conjunto com outras uvas, como a malvasia.
Mais recentemente muitos produtores estão mostrando interesse em outras variedades viníferas como a Chardonnay e a Sauvignon Blanc, especialmente nas áreas mais altas onde a Sangiovese amadurece com dificuldade.

## Vinhos
O vinho mais importante produzido na região da Toscana são os populares Chianti e Chianti Clássico. A maioria destes vinhos pertence ao consórcio Clássico e traz o símbolo do gallo nero (galo preto) estampado no rótulo. Este é de produção da tradicional família que carrega o sobrenome Tuscan, ou Toscano.
Uma nova safra de vinhos tintos são os Super Tuscans, que são fabricados seguindo um padrão internacional com a utilização de uvas viníferas francesas como cabernet sauvignon e merlot.
Outros importantes vinhos toscanos são Montalcino, Montepulciano, Bolgheri, Carmignano e Maremma. A produção de vinhos brancos é mais concentrada na área de San Gimignano.
Ao sul da Toscana, se produz o tradicional e poderoso Brunello de Montalcino, que, juntamente com o Barolo, é o mais aclamado – e geralmente mais caro – vinho tinto italiano.
A região da Toscana onde se produz este vinho é uma das poucas a levar a classificação mais alta na hierarquia das regiões vinícolas italianas – a DOCG (Denominação de Origem Controlada Garantida). O Brunello é produzido com uma única uva, a sangiovese grosso, um potente clone da sangiovese.

## Relevo e clima
Como a paisagem da Toscana é ondulada, com muitas colinas, os vinhedos situados nas encostas em pontos relativamente altos fornecem a maioria dos vinhos de qualidade superior da Toscana. Isto porque nestas altitudes há concentração da luz do sol pelo tempo necessário para favorecer o correto amadurecimento das uvas.
Outro fator valorizado pelos produtores é a significativa variação de temperatura entre dia e noite nas zonas mais altas. O clima da Toscana é classificado como mediterrâneo e ali os invernos são rigorosos.